# Maximilian von Arco-Zinneberg
Maximilian von Arco-Zinneberg (Rennertshofen, 13 dicembre 1811 – Merano, 13 novembre 1885) è stato un nobile austriaco.

## Biografia

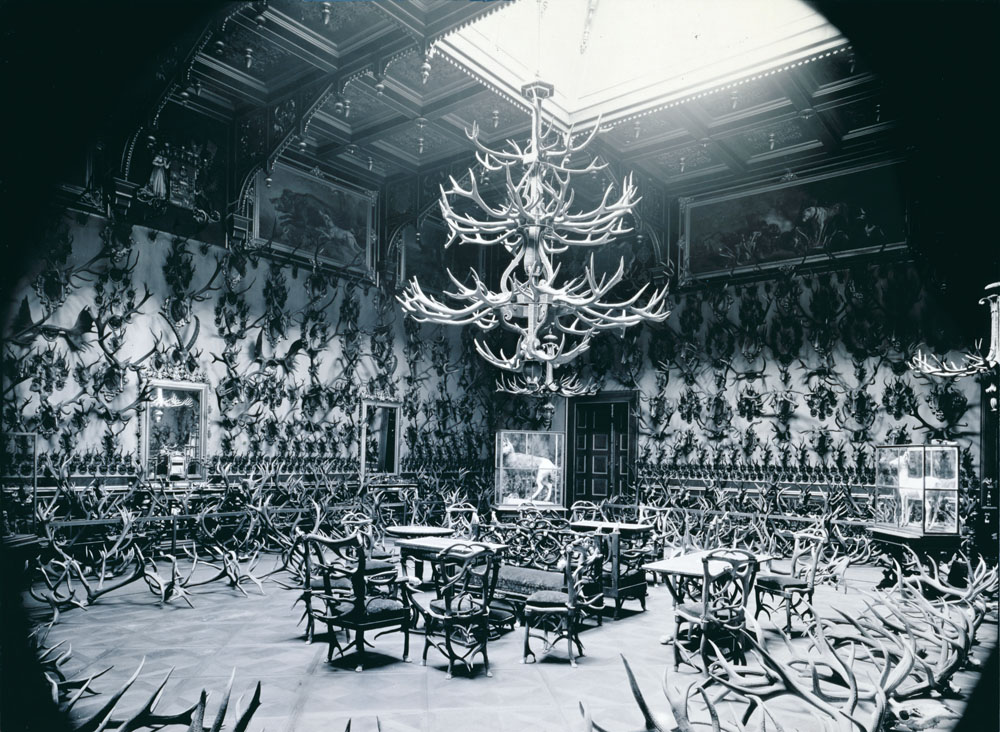
La collezione di trofei di caccia del conte von Arco-Zinneberg al Palazzo Arco-Zinneberg di Monaco di Baviera

Maximilian era figlio del conte Ludwig von Arco (1773-1854) e di sua moglie, l'arciduchessa Maria Leopoldina d'Austria-Este (1776–1848), già vedova dell'elettore palatino Carlo Teodoro di Baviera († 1799) e nipote dell'imperatrice Maria Teresa d'Austria.
Maximilian visse la sua infanzia al castello di Stepperg e venne istruito da tutori privati, spostandosi poi a Monaco di Baviera coi genitori. Nel 1825 la sua famiglia acquistò anche il castello di Zinneberg a Glonn, nell'Alta Baviera, che venne ristrutturato completamente secondo il gusto dell'arciduchessa.
Quando Maximilian si sposò con la contessa Leopoldine von Waldburg-Zeil (1811–1886) nel 1833, ricevette in dono il castello di Zinneberg, mentre suo fratello maggiore Aloys Nikolaus rilevò il castello di Steppberg. Da quel momento aggiunse al proprio cognome anche il predicato "Zinneberg". Inoltre, la madre regalò alla giovane coppia quello che in seguito divenne il Palazzo Arco-Zinneberg, sulla Wittelsbacher Platz a Monaco. I coniugi vissero prevalentemente in quest'ultima residenza, ma in primavera ed in estate erano soliti trasferirsi al vecchio castello di Zinneberg.
Maximilian von Arco-Zinneberg fu un appassionato cacciatore, in particolare della caccia al falcone, al punto da venire scherzosamente soprannominato il "conte del falcone". Oltre alla sua passione per la caccia, Maximilian von Arco-Zinneberg sviluppò negli anni la passione di collezionare tutto ciò che aveva a che fare con la caccia. Oltre ai propri trofei, acquistava anche pezzi unici e preziosi provenienti da tutto il mondo. Dopo la tragica morte accidentale della madre nel 1848, il conte Maximilian vendette il castello di Zinneberg nel 1850 al marchese Fabio Pallavicini, già ambasciatore sardo presso la corte bavarese e fratello della moglie del fratello Aloys Nikolaus.
Con la moglie, Maximilian si trasferì definitivamente a Merano. Negli ultimi anni soffrì di cecità. Alla sua morte, nel 1885, venne sepolto nella chiesa di Tuntenhausen.

## Matrimonio e figli
Nel 1833, Maximilian von Arco-Zinneberg sposò la contessa Leopoldine von Waldburg-Zeil-Trauchburg (1811–1886). Questa, di profonda fede religiosa, era sorella del padre gesuita Georg Ferdinand von Waldburg-Zeil (1823–1866) e cugina del vescovo di Magonza, Wilhelm Emmanuel von Ketteler. La coppia ebbe in tutto tredici figli:
- Marie (1834–1892), sposò nel 1856 il conte Karl Wenzel zu Leiningen-Billigheim (1823–1900)
- Therese (1835–1906), sposò nel 1854 il conte Maximilian August von Loë (1817–1879)
- Sophie (14 novembre 1836-21 dicembre 1909), sposò il 19 aprile 1860 il principe Franz von Waldburg-Wolfegg-Waldsee (1833-1906)
- Helene (1837–1897), sposò nel 1856 il conte Heinrich von e zu Franckenstein (1826–1883)
- Ludwig (1840–1882), sposò nel 1872 la contessa Adolfine von Schaesberg (1854–1874); si risposò nel 1879 con la principessa Josephine von Lobkowitz (1853–1898)
- Karl (1841–1873), sposò nel 1867 la contessa Mathilde Wolff-Metternich zur Gracht (1840–1925)
- Irene Maria Elisabetha (18 novembre 1842 - 1 novembre 1917), sposò l'8 agosto 1861 il conte Friedrich Carl Joseph Leopold Maria Fortunatus von Oberndorff (15 novembre 1829 - 4 agosto 1913)
- Anna (1844–1927), sposò nel 1866 il conte Alfred zu Stolberg-Stolberg (1835–1880), membro del Reichstag
- Mechtild (1845–1874), sposò nel 1868 il conte Ferdinand von Bissingen e Nippenburg (1837–1919)
- Nikolaus (1848–1870)
- Maximilian (1850-1916), sposò nel 1875 la contessa Olga von Werther (1853-1937)
- Franz (1851-1914)
- Christine (1852–1923), sposò nel 1878 il conte Conrad von Preysing (1843–1903), membro del Reichstag

## Nella letteratura
Il personaggio del conte von Arco-Zinneberg ispirò lo scrittore tedesco Ludwig Ganghofer per il protagonista del suo romanzo Schloss Hubertus.

## Ascendenza
|                                           |                       |                                                      | Genitori                                       |  |  | Nonni |  |  | Bisnonni                |  |  | Trisnonni          |  |
|                                           |                       |                                                      |                                                |  |  |       |  |  | Philipp Johann von Arco |  |  | Christian von Arco |  |
|                                           |                       |                                                      |                                                |  |  |       |  |  | Philipp Johann von Arco |  |  | Christian von Arco |  |
|                                           |                       | Maria Violanta Magdalena Anna Hörwarth von Hohenberg |                                                |  |  |       |  |  | Philipp Johann von Arco |  |  |                    |  |
| Ignaz Joseph von Arco                     |                       |                                                      |                                                |  |  |       |  |  | Philipp Johann von Arco |  |  |                    |  |
|                                           |                       | Maria Anna Mandl von Deutenhofen                     | Johann Franz Joseph Adam Mandl von Deutenhofen |  |  |       |  |  |                         |  |  |                    |  |
|                                           |                       | Maria Anna Mandl von Deutenhofen                     | Johann Franz Joseph Adam Mandl von Deutenhofen |  |  |       |  |  |                         |  |  |                    |  |
|                                           |                       | Maria Anna Mandl von Deutenhofen                     | Maria Theresia Mandl von Deutenhofen           |  |  |       |  |  |                         |  |  |                    |  |
| Ludwig von Arco                           |                       | Maria Anna Mandl von Deutenhofen                     |                                                |  |  |       |  |  |                         |  |  |                    |  |
|                                           |                       | Karl Joseph Trauner von Adelstetten                  |                                                |  |  |       |  |  |                         |  |  |                    |  |
|                                           |                       |                                                      |                                                |  |  |       |  |  |                         |  |  |                    |  |
|                                           |                       |                                                      |                                                |  |  |       |  |  |                         |  |  |                    |  |
| Antonia Trauner von Adelstetten           |                       |                                                      |                                                |  |  |       |  |  |                         |  |  |                    |  |
|                                           |                       | Katharina Eleonore Mayenhofer von Aulenbach          |                                                |  |  |       |  |  |                         |  |  |                    |  |
|                                           |                       |                                                      |                                                |  |  |       |  |  |                         |  |  |                    |  |
|                                           |                       |                                                      |                                                |  |  |       |  |  |                         |  |  |                    |  |
| Maximilian von Arco-Zinneberg             |                       |                                                      |                                                |  |  |       |  |  |                         |  |  |                    |  |
|                                           | Francesco I di Lorena | Leopoldo di Lorena                                   |                                                |  |  |       |  |  |                         |  |  |                    |  |
|                                           | Francesco I di Lorena | Leopoldo di Lorena                                   |                                                |  |  |       |  |  |                         |  |  |                    |  |
|                                           | Francesco I di Lorena | Elisabetta Carlotta di Borbone-Orléans               |                                                |  |  |       |  |  |                         |  |  |                    |  |
| Ferdinando Carlo Antonio d'Asburgo-Lorena | Francesco I di Lorena |                                                      |                                                |  |  |       |  |  |                         |  |  |                    |  |
|                                           |                       | Maria Teresa d'Austria                               | Carlo VI del Sacro Romano Impero               |  |  |       |  |  |                         |  |  |                    |  |
|                                           |                       | Maria Teresa d'Austria                               | Carlo VI del Sacro Romano Impero               |  |  |       |  |  |                         |  |  |                    |  |
|                                           |                       | Maria Teresa d'Austria                               | Elisabetta Cristina di Brunswick-Wolfenbüttel  |  |  |       |  |  |                         |  |  |                    |  |
| Maria Leopoldina d'Austria-Este           |                       | Maria Teresa d'Austria                               |                                                |  |  |       |  |  |                         |  |  |                    |  |
|                                           |                       | Ercole III d'Este                                    | Francesco III d'Este                           |  |  |       |  |  |                         |  |  |                    |  |
|                                           |                       | Ercole III d'Este                                    | Francesco III d'Este                           |  |  |       |  |  |                         |  |  |                    |  |
|                                           |                       | Ercole III d'Este                                    | Carlotta Aglae di Borbone-Orléans              |  |  |       |  |  |                         |  |  |                    |  |
| Maria Beatrice d'Este                     |                       | Ercole III d'Este                                    |                                                |  |  |       |  |  |                         |  |  |                    |  |
|                                           |                       | Maria Teresa Cybo-Malaspina                          | Alderano I Cybo-Malaspina                      |  |  |       |  |  |                         |  |  |                    |  |
|                                           |                       | Maria Teresa Cybo-Malaspina                          | Alderano I Cybo-Malaspina                      |  |  |       |  |  |                         |  |  |                    |  |
|                                           |                       | Maria Teresa Cybo-Malaspina                          | Ricciarda Gonzaga di Novellara                 |  |  |       |  |  |                         |  |  |                    |  |
|                                           |                       | Maria Teresa Cybo-Malaspina                          |                                                |  |  |       |  |  |                         |  |  |                    |  |